# عيات
عيات أو «عينات» عين زهر النبات هي قرية لبنانية من قرى قضاء عكار في محافظة الشمال.

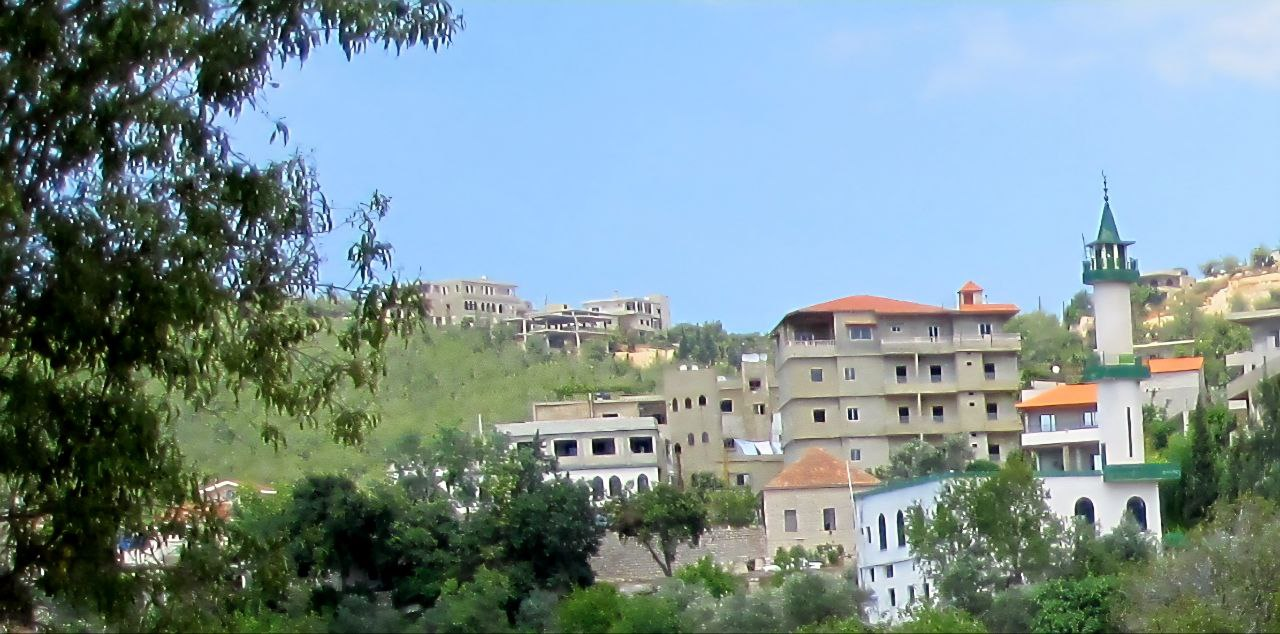
عيات عكار

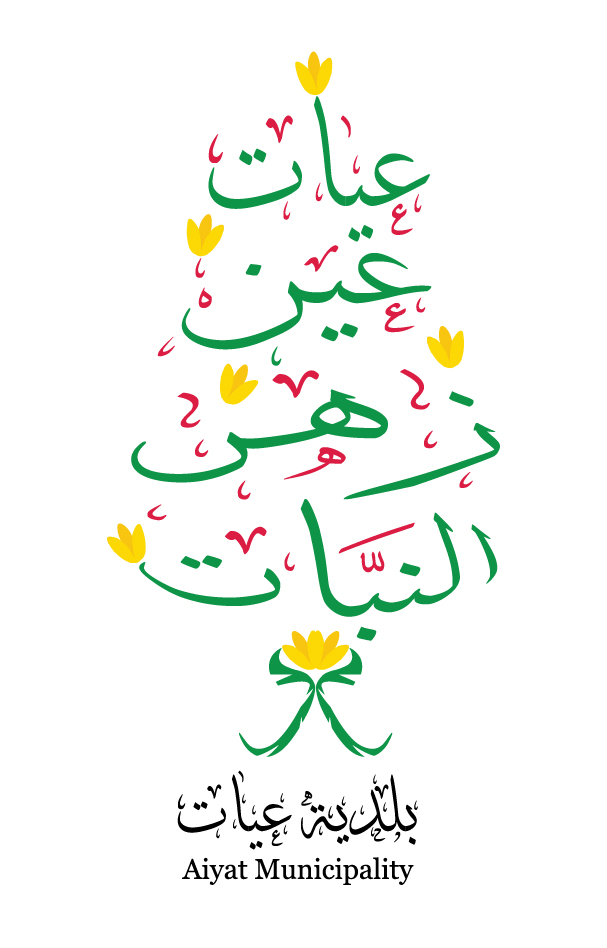
Official seal of Aaiyat

## جغرافيتها
تبعد عيات حوالي 128 كلم عن بيروت عاصمة لبنان. ترتفع حوالي 700 م عن سطح البحر وتمتد على مساحة تُقدر بـ 2.71 كلم².

## التسمية
يرجح أن أصل التسمية يعود إلى الأرامية والمؤلفة من لفظتي «ع» أو «عين» واللتين تعنيان النبع أو المصدر والـ«أت» والتي تعني «الألهة» فتكون صفة لمكان الألهة. أما إذا كان المصدر سرياني فتعني «الخربة».
أما التسمية الأساسية للبلدة زهر النبات. تعود إلى "نبات الوزال" نبتة: الرتم الأصفر أو الوزال شجيرة متشعبة (كثيفة الأغصان) يبلغ ارتفاعها ما بين 1-2.5 متر ذات سيقان ملساء وتشبه شجيرة الرتم الأبيض. وهي من نباتات أحراج البحر المتوسط. و هي ذات ثمار خضراء اللون و يقل فيها عدد الأوراق في معظم شهور السنة وتكون أزهارها ذات لون أصفر فاقع. 
وكانت تستخدم زهرة الوزال في الأفراح قبل ليلة الزفاف للعروس للاستحمام لإحتواءها على رائحة عطرة وكانت تستخدم سيقان الوزال كمكنسة في تنظيف البيوت.

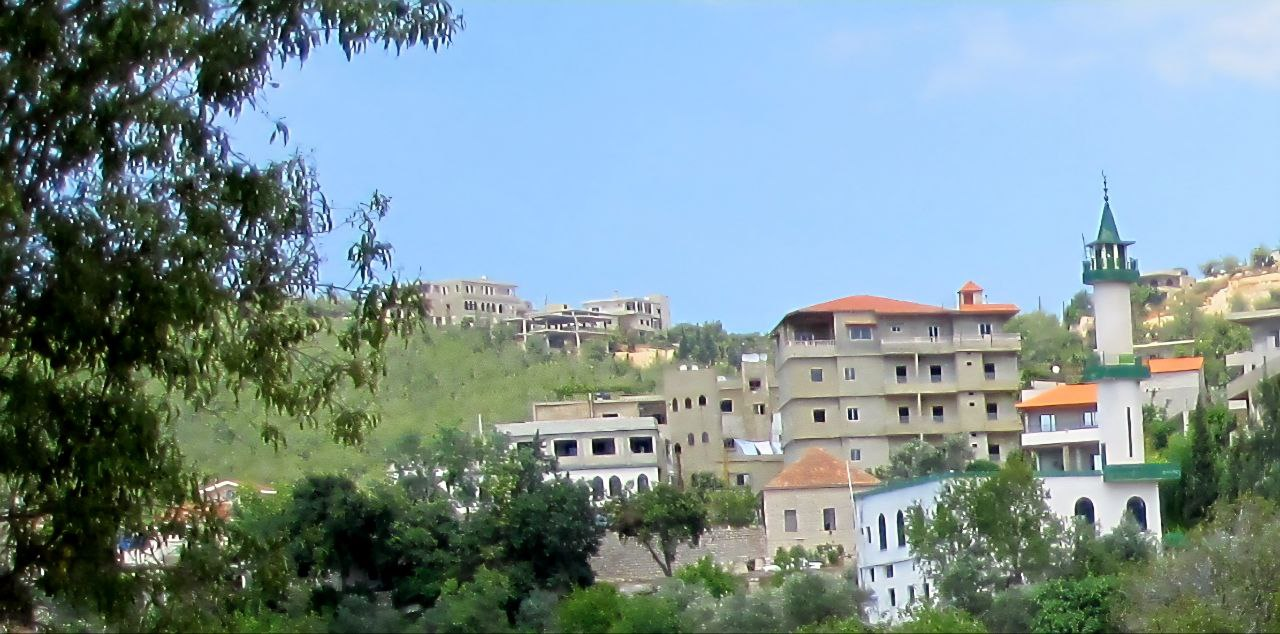
عيات عكار